# Монети середньовічного Іраку (Джучиди)
Монети Іраку, під владою джучидів, карбувалися недовгий період під час захоплення Хорасану ханом Золотої Орди Джанібеком.

## Історія
В 1258 році Ірак увійшов до складу держави Хулагуїдів. В 1339—1410 роках входив до складу Джалаїрського султанату. У 1354 році джучид хан Джанібек (1342–1357), скориставшись занепадом держави Хулагуїдів, розпочав похід на землі Хорасану. У 1356—1357 роках його 300-тисячна  армія перейшла річку Кура та увійшла до Ширвану, а згодом і до Тебризу. До золотординського хана доєдналися війська ширваншаха Кавуса I (1348—1372). Під владою Джанібека опинилися і землі Іраку. Його владу визнали володар Джалаїрського султанату Увайс I (1356—1374), якому Джанібек надав дозвіл керувати Іраком, та син хулагуїда Ануширвана Газан Бузурґ (1357—1401), якому Увайс I надав дозвіл керувати рештками держави Хулагуїдів. Невдовзі хан залишив керувати свого сина Бердібека та повернувся до Золотої Орди. Після хвороби батька Бердібек також повернувся до Орди. Дізнавшись про від'їзд ханів емір Ахіджук, за підтримки прибічників Меліка Ашрафа, зайняв Тебриз і захопив владу в місті. У вересні 1358 року Гасан II розбив війська Ахіджука повернувши владу джалаїрів у всьому султанаті. В 1393 році територія опинилася під владою Тимуридів.

## Монетний двір у Багдаді
З другої половини XIII до 50 років XIV ст. Багдад знаходився у складі держави Ільханів і став резиденцією місцевих шейхів. У 1357 році війська золотоординського хана Джанібека зайняли Багдад. Рятуючи місто від спустошення та пограбування Увайс І визнав владу золотоординського хана і карбував у знак визнання монети з його іменем. Після смерті Ільхана Сулеймана його син Увайс I оголосив шейхом держави Хулагу Газана Бузурґа. Після повернення Джанібека до Сараю Увайс І недовгий період правив містом під керуванням Бердібека. Наприкінці XIV початку XV ст. місто опинилося під владою Тимура, в результаті чого багато міських будівель було знищено, а цінності розграбовано. У 1400 році увійшов до складу Джалаїрського султанату, згодом доєднався до складу держав Кара-Коюнлу та Ак-Коюнлу. Нині місто в Іраці, розташоване в центрі країни на річці Тигр, столиця країни та мухафази Багдад.

Карбування у Багдаді, дирхам, 1357 (758 р,Г.)

Монети джучидів у Багдаді (перс. بغداد‎) карбувалися за часів Джанібека. Вага — 2,45-2,48 гр. На аверсі у трьох колах (в центрі крапковий) надпис у 3 рядки: «Ас-султан величний Джанібек-хан, нехай продовжить Аллах його правління». Знизу, з боків та вгорі позначення монетного двору та дата. На реверсі в подвійному колі в 5 рядків Шагада Ісламу. З боків імена 4 праведних халіфів: Абу-Бакра, Умар ібн аль-Хаттаба,  Осман ібн Аффана та Алі ібн Абу Таліба.

## Монетний двір у Ербілі
З 1258 року місто у складі дерхави Ільханів. У 1357 році під керуванням хана Джанібека. Після його повернення до Сараю влада Ільханів відновилася. Наприкінці XIV ст. під владою Тимуридів. Нині місто в Іраці, столиця Іракського Курдистану.

Карбування в Ербілі, дирхам, 1357 (758 р.Г.), Джанібек

В останній рік правління Джанібека в Ербілі (перс. اربيل‎) карбувалися срібні дирхами з іменем хана.  Вгорі та внизу карбувалася легенда: «Ас-султан справедливий Джанібек-хан». В малому колі в центрі позначення місця карбування. З боків «вузли щастя». На реверсі Шагада Ісламу: «Немає Бога крім Аллаха і Магомет — пророк його» (араб. أشهد أن لا إله إلا الله وأشهد أن محمدا رسول الله)‎..